# Pfarrkirche St. Salvator (Friesach)

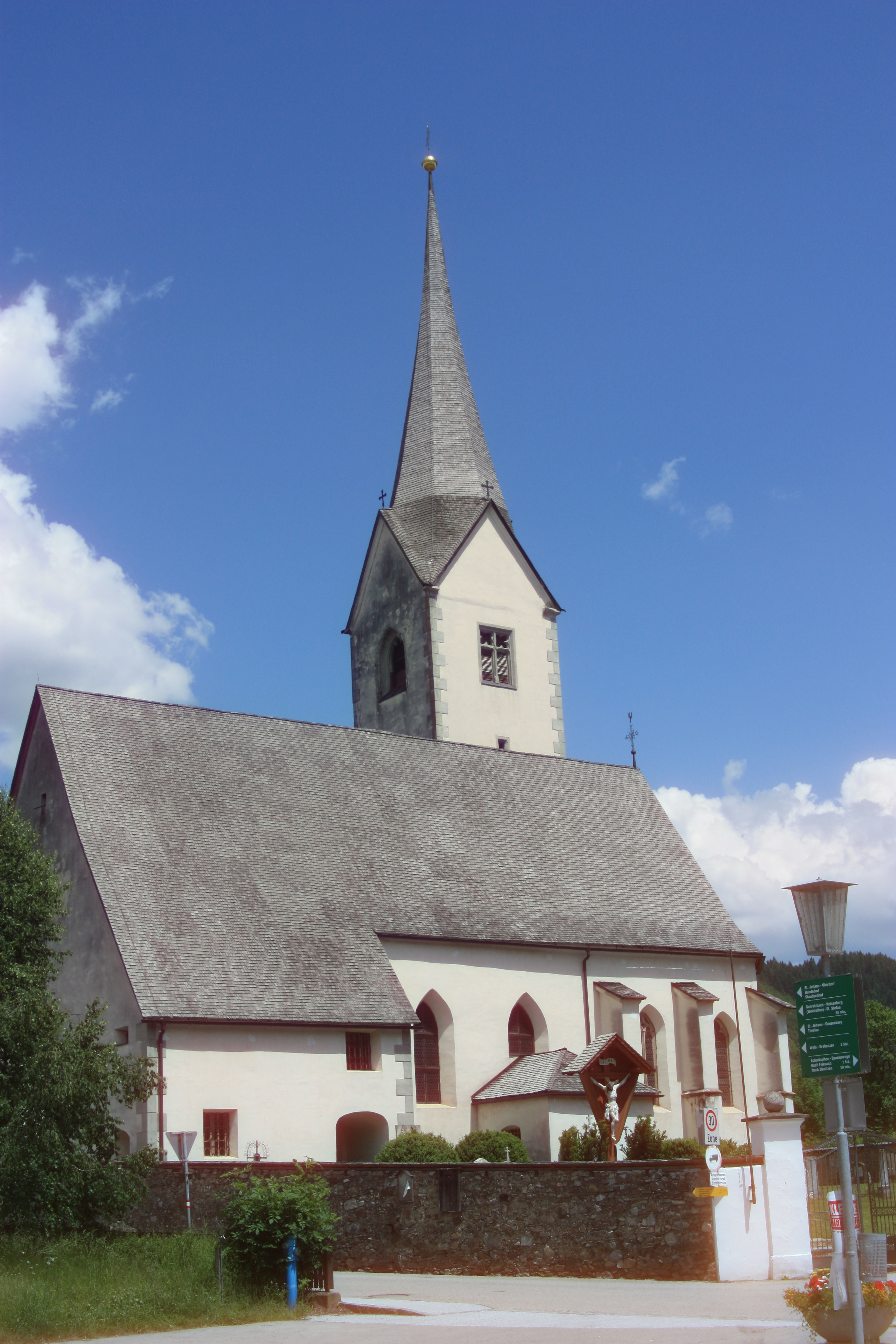

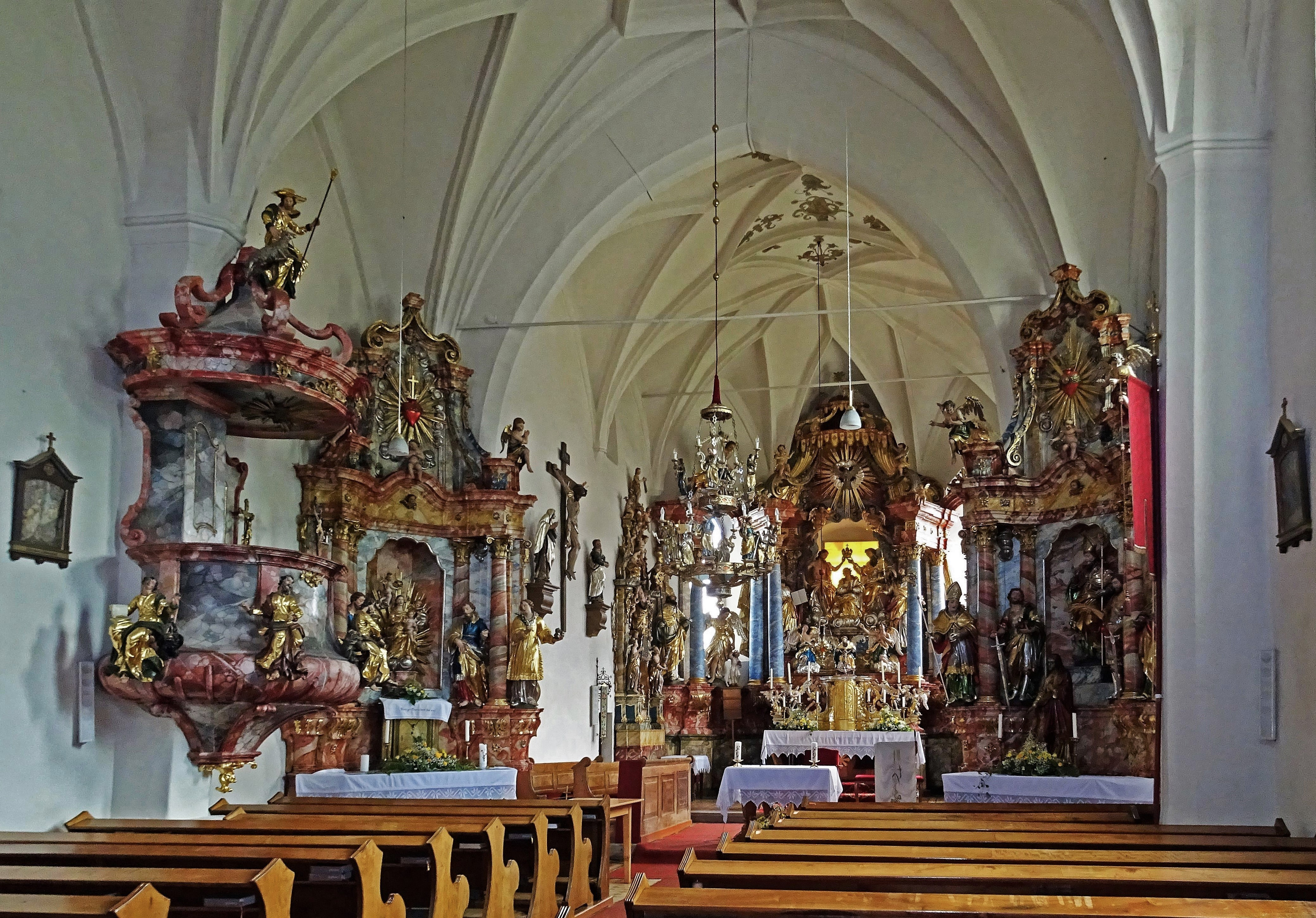
Innenansicht

Die römisch-katholische Pfarrkirche St. Salvator in der Ortschaft St. Salvator der Gemeinde Friesach wurde zwischen 1123 und 1130 erstmals urkundlich erwähnt. Da das Salvator-Patrozinium besonders bei iro-schottischen Klöstern üblich war, lässt sich vermuten, dass hier schon in karolingischer Zeit eine Mönchszelle bestanden hat. Als Pfarre wird St. Salvator erstmals 1285 genannt. Das Patronatsrecht stand lange Zeit dem Kollegiatkapitel St. Bartlmä in Friesach zu. Erst 1720 kam die Pfarre von der Erzdiözese Salzburg zur Diözese Gurk.

## Baubeschreibung
Das Gotteshaus ist eine spätgotische Saalkirche des 15. und frühen 16. Jahrhunderts. Der Turm an der Nordseite des Chores wird von einem Spitzgiebelhelm bekrönt. Eine Glocke goss 1643 David Polster. Im Barock wurden im Westen die Vorhalle, im Norden die Sakristei und im Süden die Franz-Xaver-Kapelle angebaut. Man betritt die Kirche in der Vorhalle durch ein profiliertes, spätgotisches Portal.
Im vierjochigen Langhaus ruht ein Netzrippengewölbe auf abgefasten, eingezogenen Pfeilern. Die dreiachsige Westempore ist sternrippenunterwölbt. Im einjochigen Chor erhebt sich ein Sternrippengewölbe auf Konsolen. Die dekorativen Gewölbemalereien im Chor mit einem IHS-Monogramm sind mit 1531 bezeichnet. Die Wandmalereireste in der südlichen Seitenkapelle stellen die Heiligen Isidor und Notburga dar. Im südlichen Chorfenster sind Glasmalereireste, die Mitte des 14. Jahrhunderts in einer Judenburger Werkstätte geschaffen wurden, erhalten. Dargestellt sind unter anderem die heilige Katharina und ein heiliger Bischof.

## Einrichtung
Die spätbarocke Ausstattung schuf mit Ausnahme der Kanzel Johann Pacher.  Der Hochaltar mit Säulenaufbau und Baldachin trägt eine Schnitzgruppe der Marienkrönung, die innen von den Apostelfürsten Petrus und Paulus, in der Mitte vom Schutzengel und dem Erzengel Michael und außen von den heiligen Salzburger Bischöfen Virgil und Rupert flankiert wird.
Die beiden Seitenaltäre entstanden 1760. Am linken Altar wird eine thronende Muttergottes mit Kind von den Heiligen Josef und Joachim umstanden. Außen stehen auf Konsolen die Figuren der heiligen Diakone Stephanus und Laurentius. Den Aufsatz bildet das Herz Jesu.
Der rechte Seitenaltar trägt die Skulptur des heiligen Martin, umgeben von den Heiligen Johannes und Paulus sowie heilige Bischöfe ohne Attribute. Im Aufsatz ist das Herz Mariens dargestellt.
An der nördlichen Chorwand ist ein mit 1767 bezeichnetes Schnitzretabel mit einem um 1420/1430 gefertigten Schmerzensmann sowie Engeln mit Leidenswerkzeugen und der heiligen Anna angebracht.
Am Altar in der Seitenkapelle ist der Tod des Franz Xaver dargestellt. Seitlich stehen die Figuren von Johannes Nepomuk und Josef, im Aufsatz von Antonius von Padua und am Altartisch ein Gnadenstuhl vom Anfang des 16. Jahrhunderts.
Die 1777 gebaute Kanzel wird Johann Reiter zugeschrieben. Auf dem Korbwulst sind die Figuren der vier Evangelisten. Den Schalldeckel bekrönt die Statue eines sitzenden Guten Hirten.
Der Taufstein von 1714 wurde 1776 mit einem höheren Aufsatz versehen. Das Weihwasserbecken ist mit 1757 bezeichnet.
In der Bogenlaibung zur südlichen Seitenkapelle befinden sich die Wappengrabplatten des Josef Gaisruckh (1751) und des Franziskus Gottfried Schranzenegg-Gaissruckh (1756).
Zur weiteren Ausstattung der Kirche zählen Skulpturen einer Maria Immaculata, einer Taufgruppe und einer Kreuzigungsgruppe – alle aus der Mitte des 18. Jahrhunderts – sowie ein Apostelluster aus der Mitte des 19. Jahrhunderts.